# Lepidocolaptes
Lepidocolaptes és un gènere d'ocells de la família dels furnàrids (Furnariidae). Agrupa espècies natives de l'Amèrica tropical (Neotròpic), on es distribueixen des del nord de Mèxic, per Amèrica Central i del Sud fins a Uruguai i el centre d'Argentina.

## Descripció
Els ocells d'aquest gènere formen un grup uniforme de grimpa-soques prims, bastant petits, mesurant entre 18,5 i 21 cm de longitud, amb becs distintius pàl·lids, esvelts i corbats. Molts no són estriats per dalt. Es distribueixen en ambients forestals o més lleugerament arbritzats, a excepció del grimpa-soques cellut (Lepidocolaptes angustirostris) que és freqüent en àrees més obertes com la província fitogeográfica del Cerrado al Brasil.

## Taxonomia
El gènere Lepidocolaptes va ser introduït el 1853 pel naturalista alemany Ludwig Reichenbach. El nom combina el grec antic «lepis» que significa “escama” amb «kolaptēs» que significa “picador”. L'espècie tipus va ser designada el grimpa-soques escatós per George Robert Gray el 1855.
D'acord amb estudis de filogènia molecular amb base en dades d'ADN mitocondrial de Rodrigues et al (2013), es va demostrar l'existència de cinc grups recíprocament monofilètics en el complex L. albolineatus, cadascun corresponent a tàxons ja nomenats, excepte un incloent ocells al sud dels rius Amazones/Solimões i oest del Madeira a qui es va descriure com la nova espècie Lepidocolaptes fatimalimae. La distància genètica incorrecta, a part, entre aquests clades variava des del 3.4% (entre duidae, fatimalimae, fuscicapillus, i layardi) al 5.8% (entre layardi i albolineatus). Vocalment, aquests cinc clades/tàxons moleculars també es van provar que eren molt diferents, reforçant l'argument al seu tractament com a espècies independents. La Proposta N° 620 al Comitè de Classificació de Sud-amèrica (SACC) aprovada el desembre de 2013, va reconèixer la nova espècie L. fatimalimae i va elevar a la categoria d'espècies plenes a les subespècies d'albolineatus anteriorment: L. duidae, L. fuscicapillus i L. layardi. A banda de l'IOC i Clements Checklist, totes ja han estat llistades pel SACC i pel Comitè Brasiler de Registres Ornitològics (CBRO).
Una àmplia anàlisi posterior de les vocalitzacions del complex L. albolineatus, va concloure que els estudis de Rodrigues et al. (2013) van confondre's en tractar les vocalitzacions de L. layardi que en realitat serien les de la nova espècie L. fatimalimae, i va comprovar que les vocalitzacions de L. fuscicapillus i L. layardi són pràcticament iguals. A la Proposta N° 868 al SACC el juliol de 2020, es va aprovar el tractament de L. layardi com una subespècie de L. fuscicapillus, amb les justificatives de vocalització comentades i donada la ja petita distància genètica entre els dos tàxons. El Manual dels Ocells del Món (HBW) i Birdlife International (BLI) tampoc la reconeixen com a espècie, amb base en diferències morfològiques i completament diferent vocalització. La possible separació ha estat suggerida també amb base en anàlisis moleculars.
Segons la Classificació del Congrés Ornitològic Internacional (versió 14.2, 2024) aquest gènere està format per 12 espècies:
- grimpa-soques de ratlles blanques - (Lepidocolaptes leucogaster).
- grimpa-soques de Souleyet - (Lepidocolaptes souleyetii).
- grimpa-soques cellut - (Lepidocolaptes angustirostris).
- grimpa-soques pigat - (Lepidocolaptes affinis).
- grimpa-soques muntanyenc - (Lepidocolaptes lacrymiger).
- grimpa-soques escatós - (Lepidocolaptes squamatus).
- grimpa-soques fistonat - (Lepidocolaptes falcinellus).
- grimpa-soques de la Guaiana - (Lepidocolaptes albolineatus).
- grimpa-soques del Duida - (Lepidocolaptes duidae).
- grimpa-soques de l'Inambari - (Lepidocolaptes fatimalimae).
- grimpa-soques de Rondônia - (Lepidocolaptes fuscicapillus).
- grimpa-soques de Layard - (Lepidocolaptes layardi).

La subespècie Lepidocolaptes affinis neglectus, de les muntanyes de Costa Rica i Panamà, ha estat considerada com a espècie separada de L. affinis per BLI, amb base en diferències morfològiques i completament diferent vocalització. La possible separació ha estat suggerida també amb base en anàlisis moleculars.